# Semaeopus atrisignata
Semaeopus atrisignata là một loài bướm đêm trong họ Geometridae.